# Thomas Byrne (Politiker, 1977)

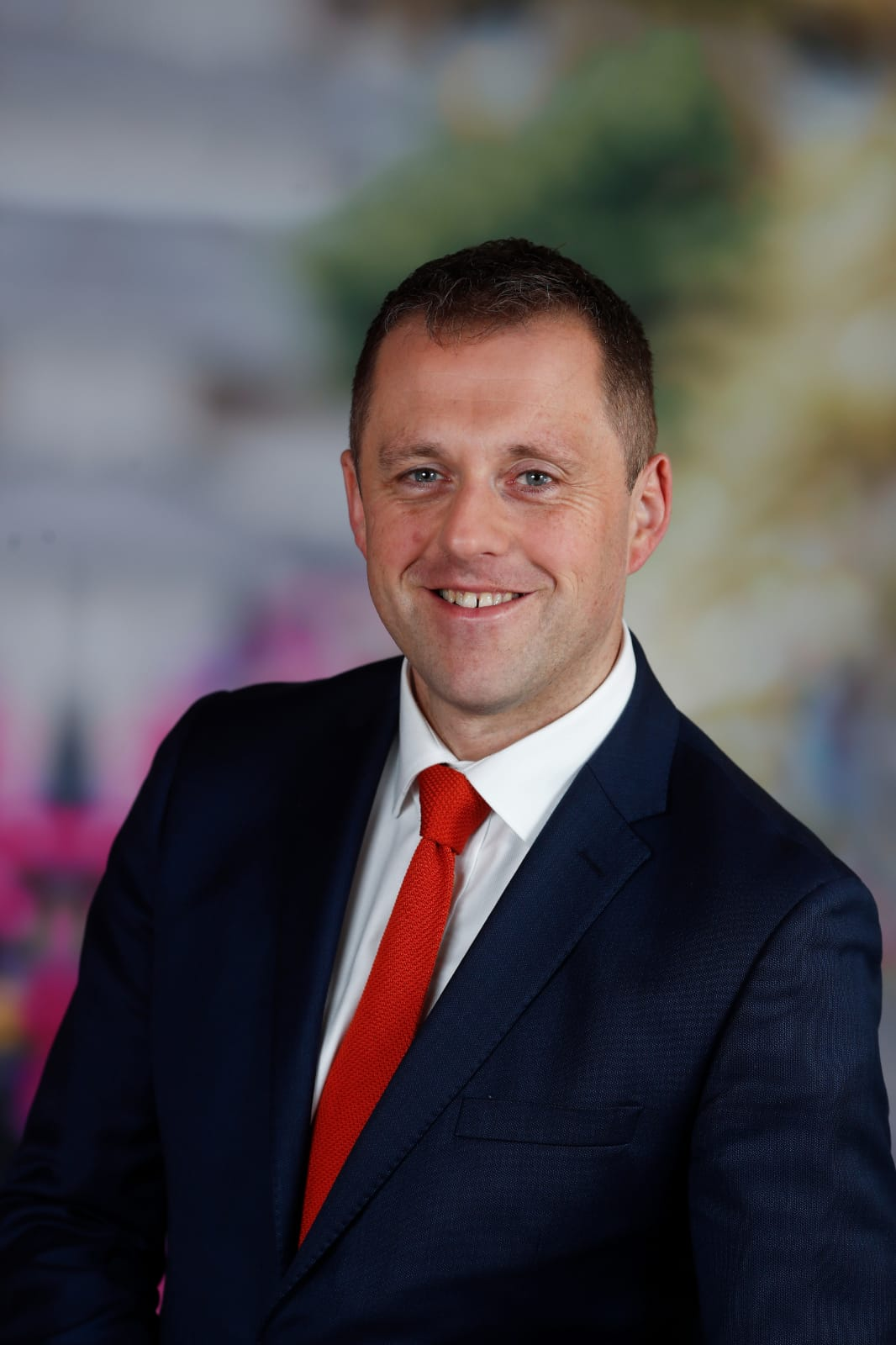
Thomas Byrne (2020)

Thomas Byrne (irisch Tomás Ó Broin; * 1. Juni 1977 in Drogheda, County Louth) ist ein irischer Politiker der Fianna Fáil und gehört seit 2007 dem Dáil Éireann, dem Unterhaus des irischen Parlaments an.
Byrne wuchs als ältestes von sieben Kindern der Eheleute Thomas Byrne Sr (1945–2019) und Kathleen (geborene Hilliard) auf. Über seine Mutter ist er mit den Politikern Colm Hilliard (1936–2002) und Michael Hilliard (1903–1982) verwandt. Auch sein Bruder James Byrne ist als Kommunalpolitiker in Drogheda aktiv. 2005 heiratete Byrne Ann Hunt, mit der er drei Kinder hat.
Nach seinem Schulabschluss studierte Byrne Rechtswissenschaften am Trinity College Dublin. Er arbeitete als beratender Anwalt (Solicitor) in Drogheda, bis er für den Wahlkreis Meath East zu den Wahlen zum Dáil Éireann 2007 antrat.
Bei der Europawahl 2009 versucht er erfolglos, einen Sitz in der Brüsseler Vertretung zu erringen.
Bei den Wahlen zum Dáil Éireann 2011 verlor er seinen Sitz. Er rückte stattdessen in den 24. Seanad Éireann ein und wurde dort Sprecher der Opposition für öffentliche Ausgaben und Gesundheit.
Als durch den Tod Shane McEntees eine Nachwahl für den Parlamentssitz erforderlich wurde, unterlag er dessen Tochter Helen McEntee.
Byrne war dann aber bei den Wahlen zum Dáil Éireann 2016 wieder in das Unterhaus gewählt.
Im Februar 2020 wurde er knapp wiedergewählt. Byrne verhandelte im Team von Micheál Martin über die Bildung einer Regierung. In der Regierung Martin I wurde Byrne am 27. Juni 2020 zum Staatsminister für Europäische Angelegenheiten beim Taoiseach und dem Ministerium für Auswärtige Angelegenheiten ernannt. Mit dem Wechsel zur Regierung Varadkar II wurde er am 21. Dezember 2022 Staatsminister für Sport und Leibesertüchtigung im Ministerium für Tourismus, Kultur, Kunst, Gaeltacht, Sport und Medien.
Bei den Wahlen zum Dáil Éireann 2024 wurde er wiedergewählt.